# Lessons in Chemistry (novela)
Lessons in Chemistry es una novela de Bonnie Garmus. Publicada por Doubleday en abril de 2022, la novela es la primera novela de Garmus. Cuenta la historia de Elizabeth Zott, quien se convierte en una presentadora de programas de cocina en el sur de California de la década de 1960 después de haber sido despedida como química una década antes. El libro fue adaptado a una miniserie de Apple TV+ que se estrenó el 13 de octubre de 2023.

## Antecedentes
Lessons in Chemistry llega después de 98 rechazos de una novela anterior de Garmus, que según ella se debió a que era «demasiado larga», en una entrevista con People. Se subastaron los derechos de publicación del libro. El libro se llamó originalmente Introduction to Chemistry («Introducción a la química»), pero luego la agente del autor, Felicity Blunt, le cambió el nombre. El libro se publicó unos días antes de que la autora cumpliera 65 años en 2022.
El libro se inspiró en la experiencia de Garmus como directora creativa en una agencia de publicidad, en particular después de una reunión frustrante en la que un compañero de trabajo se atribuyó el mérito de una de sus ideas. Mientras escribía Lessons in Chemistry, Garmus era redactora publicitaria a tiempo completo y estudiaba química de forma autodidacta, intentando experimentos del The Golden Book of Chemistry Experiments. Garmus dijo en una entrevista con Los Angeles Times que «los bomberos tuvieron que venir dos veces por la cantidad de llamas en mi apartamento». La autora también adaptó su propio interés por el remo como pasatiempo de la protagonista, Zott. Aparte de remar, Garmus dijo que no comparte otros puntos en común con Zott, sino que ha escrito su «modelo a seguir».
Los derechos de una adaptación cinematográfica se vendieron en subasta. Brie Larson, la eventual ganadora, se puso en contacto con el autor por vídeo pidiéndole permiso para hacer una oferta. Garmus afirmó en una entrevista haber aportado una contribución mínima a la redacción del guion y la producción de la adaptación televisiva.

## Sinopsis
Después de ser agredida sexualmente y ser ordenada a pedirle disculpas a su violador por apuñalarlo, Elizabeth Zott se ve obligada a abandonar su programa de doctorado. Zott trabajó en el Instituto de Investigación Hastings como química. Conoce a su compañero investigador de Hastings, Calvin Evans, mientras toma vasos de precipitados sobrantes de su laboratorio. Evans asume que es secretaria y la ignora. Más tarde se encuentran en un teatro, Calvin, que sufre una intoxicación alimentaria, vomita sobre Zott. Comienzan a salir y vivir juntos poco después.
Evans le propone matrimonio en el comedor del personal, pero Zott lo rechaza, citando preocupaciones de que su investigación se atribuya a su nombre. Un mes después, Zott adopta un perro detector de explosivos abandonado y lo llama Six-Thirty. Evans convence a Zott para que empiece a remar y Zott comienza a enseñarle inglés a su perro.
Debido a una ley local, Zott compra una correa para Six-Thirty. La correa provoca indirectamente que el cráneo de Evans se fracture en un accidente fatal. Más tarde queda embarazada de su hijo, lo que la lleva a ser despedida de Hastings. Decide continuar su investigación convirtiendo su cocina en un laboratorio y obteniendo ingresos ofreciendo asesoramiento de investigación a antiguos colegas. Durante esto, Six-Thirty comienza a comunicarse y enseñarle palabras a su hijo por nacer. Zott busca apoyo para su embarazo con el Dr. Mason, quien solía remar con ella. Meses después, da a luz a Madeline. Posteriormente, Harriet Sloane, su vecina, viene a ofrecerle apoyo.
Tres años después, Zott decide inscribir a Madeline en el jardín de infantes de manera anticipada, modificando su certificado de nacimiento para hacerlo. Debido a dificultades financieras, Zott intenta regresar a Hastings. El jefe del departamento de química, el Dr. Donatti, permite que la contraten, pero la degrada a técnica de laboratorio. Durante una discusión con su compañera de trabajo, la señorita Frask, Zott descubre que Frask había sido agredida sexualmente por un asesor de tesis, una experiencia que comparten y que les impidió a ambos obtener su doctorado. Posteriormente, Frask es despedida por aumentar de peso. Antes de irse, Frask le entrega a Zott los archivos de Evans que quedaron en Hastings.
Dos meses después de regresar a Hastings, Donatti plagia el trabajo de Zott. Ella lo confronta y renuncia. En casa, Zott descubre que un compañero de clase se está comiendo el almuerzo de Madeline. Ella va a hablar con el padre de la otra niña, Walter Pine. Pine, un productor de televisión local, le ofrece trabajo como presentadora de un programa de cocina debido a su personalidad única. Durante el debut, Zott ignora las tarjetas de referencia que Pine le había escrito, lo que genera desaprobación.
Después de que le asignaron un proyecto escolar para hacer un árbol genealógico, Madeline busca el orfanato de Evans. Conoce al reverendo Wakely durante el proyecto, quien recuerda que fue amigo por correspondencia de Evans durante la universidad y promete llamarla al orfanato y buscar a su misterioso donante. En el trabajo, Zott es llamado a la oficina del productor ejecutivo, Phil Lebensmal. Lebensmal la despide alegando su actitud rebelde y luego intenta agredirla sexualmente. Saca un cuchillo de cocina y Lebensmal sufre un infarto. Zott llama a una ambulancia y, mientras espera, descubre ofertas de redifusión y patrocinio que no le fueron reveladas a Pine. Lebensmal no vuelve a trabajar, lo que convierte a Pine en el productor ejecutivo.
Después de rechazar múltiples ofertas de entrevistas para revistas, acepta la entrevista de Franklin Roth para Life. Roth escribe un artículo positivo, que es rechazado varias veces. Su editor publica uno modificado con tono negativo y excesivos detalles personales. Antes de su publicación, Roth deja un sobre con el original inédito en la puerta de Zott. Madeline lo toma y se lo da a Frask, quien trabaja como secretaria de Wakely y ella procede a leerlo. Wakely llega a la residencia de Zott para hablar con Madeline después de la publicación del artículo y le entrega el artículo original de Roth a Zott. Frask y otros escriben a los editores de la revista en protesta y Frask envía el artículo original a varias otras revistas, lo que lleva a su publicación semanas después en Vogue.
Zott, entristecida por el artículo, dimite como presentadora del programa y afirma que seguirá una carrera en investigación. Uno de los primeros inversores en la investigación de Zott se da cuenta de la carta de Frask a Life y decide adquirir Hastings y reemplazar a Donatti con Zott. El inversor revela que ella es la madre de Evans y los encontró gracias a que Madeline envió una carta a su fundación agradeciéndole por financiar el orfanato. Recuerdan el pasado y su inversión le permite a Zott continuar su investigación sobre la abiogénesis.

## Recepción de la crítica
Lessons in Chemistry fue nombrado libro del año de Barnes & Noble en 2022.
Stephanie Merritt de The Guardian elogió la capacidad de la autora para crear una «novela ricamente cómica en torno a un personaje completamente inexpresivo» y calificó el libro como «una historia pulida, divertida y que invita a la reflexión», pero que presenta algunos defectos comunes en las novelas debut, entre ellas una perspectiva narrativa desenfocada. Karen Heller, escribiendo para The Washington Post, calificó el libro como un «conjunto indeleble de personajes obstinados e idiosincrásicos» y que había un «absurdo contagioso» en el libro y su protagonista. En un artículo para The New York Times, Elisabeth Egan calificó el libro de «irresistible, satisfactorio y lleno de combustible» y afirmó que «el feminismo es el catalizador» del libro. Michael Byers de Cascadia Daily News escribió que «la heroína es valiente, original y no tiene ningún miedo» y afirmó que «las razones de su éxito son claras».
Pippa Bailey, escribiendo para el New Statesman, criticó el libro y escribió que el libro fue escrito «sin astucia» y que la trama es «predecible». Bailey afirmó que el giro final de la trama fue apresurado y que la escritura del personaje parecía monótona, concluyendo con «Lessons in Chemistry es, en última instancia, una obra de fantasía. Elizabeth Zott, nuestra gran realista, lo odiaría».